# فرانسيسكو باسكوال أوباما أسو
فرانسيسكو باسكوال أوباما أسو هو سياسي من غينيا الاستوائية يشغل منصب رئيس الوزراء منذ 23 يونيو 2016.